# Dabas TV
A Dabas Televízió 1998-ban indul a Monor Telefon Társaság kábelhálózatán, kezdetben kizárólag Dabas Háztartásaiban elérhető Majd bővült a vételkörzet a következő településeken: Dabas, Táborfalva, Örkény, Pusztavacs, Újlengyel, Újhartyán, Kakucs, Inárcs, Ócsa, Tatárszentgyörgy.
2015-ben a UPC (Jelenleg One) és a Magyar Telekom felvázolta a 29-es telefonkörzet településeit:
Alsónémedi, Bénye, Bugyi, Csévharaszt, Dabas, Ecser, Felsőpakony, Gomba, Gyál, Gyömrő, Inárcs, Kakucs, Káva, Kóka, Mende, Maglód, Monor, Nagykáta, Nyáregyháza, Ócsa, Örkény, Pánd, Péteri, Pusztavacs, Sülysáp, Szentlőrinckáta, Szentmártonkáta, Táborfalva, Tápiószecső, Tóalmás, Tápióbicske, Tápióság, Tápiószentmárton, Tatárszentgyörgy, Újhartyán, Újlengyel, Üllő, Úri, Vasad, Vecsés.
2024 év végén a következő figyelmeztető szöveggel találkozhattak a nézők: Kedves Nézőink! Képújság szolgáltatásunk műszaki hiba miatt jelenleg nem elérhető. Így jelezve hogy megváltozik, korszerűbb képújságot létrehozva. Így 2025-re megváltozott a képújság a következő szöveggel: KÉPÚJSÁGUNK JELENLEG TESZT ÜZEMMÓDBAN VAN, AZ ESETLEGES HIBÁKÉRT ELNÉZÉSÜKET KÉRJÜK!
A Képújság alatt a 93.4 Rádió Dabas szól hasonlóan az Érd TV-hez. 

## A 29-es vételkörzeti helyi televíziók
- Williams TV
- Dabas TV
- Pilis Városi Képújság (kizárólag Pilisen a helyi kábeltelevíziónál)
- Mag TV
- Gemini TV